# Cordun (okręg Neamț)
Cordun – wieś w Rumunii, w okręgu Neamț, w gminie Cordun. W 2011 roku liczyła 2250 mieszkańców.